# Sunggal
Sunggal est une ville d'Indonésie située dans le Sumatra du Nord.

## Démographie
Sa population pour 2024 est évaluée à environ 367 036 habitants.